# 武居正能
武居 正能（たけすえ まさよし、1978年9月4日 - ）は日本の映画監督、特技監督。山口県出身。日活芸術学院卒業。

## 人物・来歴
幼少期は漫画家を志していたが、映画好きな父の影響もあって中学生頃から映画監督を志望するようになる。日活芸術学院在学中に映画『トワイライトシンドローム〜卒業〜』へ演出部見習いとして参加。2001年に『ウルトラマンコスモス』で助監督を務めて以降、ウルトラシリーズの多くに参加している。テレビドラマ『TAXMEN』および『宇宙犬作戦』で助監督兼任で監督としてデビュー。『ウルトラマンR/B』ではメイン監督を初担当した。
なお、父は山口県下松市市長（2023年時点）の国井益雄と旧知の仲であるという。

## 監督作品

### テレビドラマ
- TAXMEN（2010年、TOKYO MX）
- 宇宙犬作戦（2010年、テレビ東京）
- ウルトラマンオーブ（2016年、テレビ東京）
- ウルトラマンジード（2017年、テレビ東京）
- ウルトラマンR/B（2018年、テレビ東京） - メイン監督
- ウルトラマンタイガ（2019年、テレビ東京）
- ウルトラマンZ（2020年、テレビ東京）[5]
- ウルトラマントリガー NEW GENERATION TIGA（2021年、テレビ東京）[6]
- ウルトラマンデッカー（2022年 - 2023年、テレビ東京） - メイン監督[7]
- ウルトラマンブレーザー（2023年、テレビ東京）[8]
- ウルトラマンアーク（2024年、テレビ東京）[9]
- ウルトラマンオメガ（2025年、テレビ東京）- メイン監督[10]

### 映画
- 劇場版ウルトラマンR/B セレクト!絆のクリスタル（2019年、松竹メディア事業部）
- ウルトラマントリガー エピソードZ（2022年、TSUBURAYA IMAGINATION）[11]
- ウルトラマンデッカー最終章 旅立ちの彼方へ…（2023年、TSUBURAYA IMAGINATION）[12]

## 参加作品
- ウルトラマンコスモス（2001年、MBS） - 助監督
- TEAM NACS FILMS「N43°」（2009年） - 助監督
- ヌイグルマーZ（2013年、キングレコード他） - 助監督
- 永遠の0（2015年、テレビ東京） - 助監督
- ウルトラマンX（2015年、テレビ東京） - 助監督
- 劇場版 ウルトラマンX きたぞ!われらのウルトラマン（2016年、松竹メディア事業部） - 助監督
- スクール・オブ・ナーシング（2016年、『スクール・オブ・ナーシング』製作委員会） - 助監督
- 弟の夫（2018年、NHK BSプレミアム） - 演出補